# Las vueltas del citrillo
Las vueltas del citrillo és una pel·lícula mexicana de 2005 dirigida per Felipe Cazals que, sent un drama, presenta elements de fantasia, realisme fantàstic i realisme màgic.
La pel·lícula de Felipe Cazals li va merèixer esments especials de la premsa, que el van tornar a situar com un dels directors clau en la història de la cinematografia mexicana. En els anys 1970 i 1980 Cazals va filmar diverses pel·lícules importants del cinema de Mèxic, com Canoa, El apando i Las Poquianchis (totes en 1976) basades en drames socials viscuts en diferents èpoques. Ja en la següent dècada va filmar diverses pel·lícules de les quals destaquen Las siete cucas (1981), una pel·lícula de comèdia sexual que se separa del cine de ficheras d'aquella època, i Los motivos de Luz (1985), un drama que novament es desenvolupa en una presó.

## Locacions
Les locacions utilitzades per filmar Las vueltas del citrillo van ser variades, i és que les històries contades per cadascun dels personatges que assisteixen a la pulqueria exigia diferents escenaris.
La pulqueria era ambientada als Estudios Churubusco, i les locacions externes es van situar a Amecameca, Xochimilco, Coacalco i Morelos.

## Sinopsi
La pel·lícula transcorre en 1903 a la Ciutat de Mèxic, bona part de la trama es desenvolupa a Las vueltas del citrillo, una pulqueria d'aquesta ciutat. Personatges desolats de les marginalitats del Mèxic d'aquesta època hi conflueixen. Un oficial de l'exèrcit, que es distingeix pel seu autoritarisme i una covardia disfressada, juntament amb dos dels seus subordinats sostenen enraones animades pels efectes del pulque; tractant el primer de fer valer sempre la seva superioritat, la qual cosa li resulta difícil davant el caràcter atrevit i irreverent del més jove dels seus subordinats. L'oficial està enamorat d'una de les dones que també assisteixen a la pulqueria; ella té un nen petit i l'oficial s'ha ofert a ser el seu padrí de bateig. No obstant això, entre la dona (Melba) i el jove i irreverent soldat sorgeix una atracció que aviat culmina en una trobada amorosa. L'oficial els descobreix en ple acte sexual però no fa res més que mirar-los. Aquest mateix dia duen a terme el planejat bateig. Al capvespre l'oficial fa prendre al jove soldat, qui l'endemà al matí és afusellat. Ocorre que, després de morir, el jove "desperta" i es troba amb un personatge, mort també, al qual ell admirava molt, un famós bandit. Aquest li explica algunes coses i l'acompanya a fer una visita a l'oficial i la dona, que poden intuir una presència estranya però no veure'ls. Després de la visita, el jove és acompanyat fins a una petita embarcació en la qual ja se l'esperava. En acomiadar-se diu amb summa tristesa "¿pus no ya'bia resucitado?".
Els personatges es mostren propensos a l'embriaguesa i al delicte; el robatori, la traïció i l'assassinat els són familiars, no així el penediment o la vergonya. No obstant això, l'espectador pot adonar-se de l'infortuni que sobrevé a cadascun, resultant amb això un cert tipus d'alliçonament moral.
L'element més excel·lent de la pel·lícula són els diàlegs. Es recorre a expressions pròpies de l'època en la qual està ambientada i es fa un marcat èmfasi en l'ús de refranys i dites populars. Però, a més del bell ús del llenguatge que l'espectador pot apreciar, aquesta manera d'expressió per refranys i dites té un paper fonamental en la trama.

## Repartiment
- Damián Alcázar - Sgt. Salvador Collazo Narváez.
- José María Yazpik - José Isabel Dircio Galván.
- Vanessa Bauche - Melba.
- Jorge Zárate - Cabo Edelmiro Aboytes Malacara.

## Premis
La pel·lícula va rebre el premi del jurat al Festival Internacional del Cinema d'Amiens. Al Festival Internacional del Nou Cinema Llatinoamericà de l'Havana va obtenir els premis al millor actor, al millor director i el segon premi gran coral. A la XII Mostra de Cinema Llatinoamericà de Lleida Vanessa Bauche va guanyar el premi a la millor actriu I als Premis Ariel va rebre onze nominacions, i va guanyar sis premis.
| XLVIII edició dels Premis Ariel | Las vueltas del citrillo                                   | millor pel·lícula           | Nominat   |
| XLVIII edició dels Premis Ariel | Felipe Cazals                                              | Millor direcció             | Guanyador |
| XLVIII edició dels Premis Ariel | Damián Alcázar                                             | Millor actor                | Guanyador |
| XLVIII edició dels Premis Ariel | José María Yazpik                                          | Millor coactuació masculina | Guanyador |
| XLVIII edició dels Premis Ariel | Felipe Cazals                                              | Millor guió original        | Guanyador |
| XLVIII edició dels Premis Ariel | Ángel Goded                                                | Millor fotografia           | Nominat   |
| XLVIII edició dels Premis Ariel | Oscar Figueroa                                             | Millor edició               | Nominat   |
| XLVIII edició dels Premis Ariel | Alisarine Ducolomb, Joel López González, Lorenza Manrique  | Millor disseny artístic     | Nominat   |
| XLVIII edició dels Premis Ariel | Aurora Ojeda Coronado, Gabriel Coll Barberis, Jaime Baksht | Millor so                   | Nominat   |
| XLVIII edició dels Premis Ariel | Adriana Olivera Pontelín                                   | Millor vestuari             | Guanyador |
| XLVIII edició dels Premis Ariel | Elvia Romero                                               | Millor maquillatge          | Guanyador |